# 귀인 이씨 (영보당)
영보당 귀인 이씨(永保堂 貴人 李氏, 1849년 ~ 1928년 12월 17일)는 조선 고종의 후궁으로, 고종의 서장남인 완화군의 생모이다.

## 생애
귀인 이씨의 가계와 행적에 대한 내용은 알려진 바가 없으며 궁인으로 입궁하였다.
귀인 이씨의 당호로 알려져있는 영보당(永保堂)은 경복궁 만춘전에 속해있는 상궁들의 처소로, 고종의 동명의 후궁인 귀인 이씨(내안당)와 귀인 이씨(광화당)를 구분하는 칭호로 사용되고 있다.

### 완화군 출생
고종의 총애를 받아 1868년(고종 5년) 윤4월 10일 고종의 서장남인 완화군(完和君) 이선(李墡)을 낳았다. 이때 고종은 이씨의 산후 조리를 운현궁에서 대령하라고 전교하였다. 이후 옹주를 낳았으나 요절하였다.
1876년(고종 13년), 아들 이선은 완화군으로 책봉되었으며 이후 완화군에게 저택과 토지등이 내려졌다. 다음해 12월 14일에는 완화군의 관례가 행해졌다. 하지만 완화군은 1880년(고종 17년) 1월 12일 12세의 나이로 요절하였다. 이씨는 같은해 1월 29일 내명부 종4품 숙원(淑媛)에 봉작되었다.
황현의 야사 《매천야록》에 따르면 명성황후가 영보당 이씨와 완화군 모자를 대궐 밖으로 내보내 정적을 제거하여 일을 마무리한 것으로 기록되었다고 한다.
1906년(광무 10년) 5월 27일, 고종이 조령을 내려 이씨를 귀인(貴人)으로 책봉하였다. 아들 완화군 또한 다음해인 1907년(융희 1년) 완왕(完王)으로 추봉되었다.

### 사망
1928년 12월 17일 정오에 80세의 나이로 별세하였다. 당시 동아일보가 이귀인의 별세 내용을 보도하였다.
李貴人別世(이귀인 별세)

순종의형님되시는이를나흐신 완왕궁 리귀인(完王宮李貴人)은 팔십세의로령으로
지난십칠일 정오에별세하얏더라.
 — 《동아일보》 1928년 12월 19일

## 가족 관계
- 배우자 : 고종(高宗, 1852~1919)
  - 장남 : 완친왕(完親王, 1868~1880)
  - 장녀 : 옹주(1871~?)

## 영보당 귀인 이씨를 연기한 배우

### 영화
- 이민자 - 《청일전쟁과 여걸 민비》(1965년)

### TV 드라마
- 조민희 - 《찬란한 여명》(1995년, KBS1)
- 정선경 - 《명성황후》(2001년, KBS2)

## 같이 보기
- 내안당 귀인 이씨
- 귀인 장씨